# 마우루스 세르비우스 호노라투스

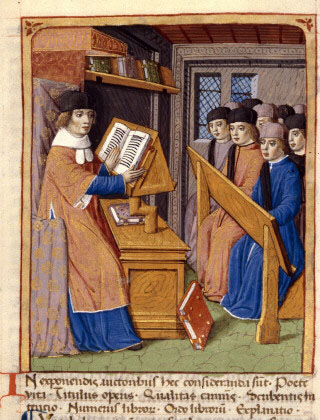
베르길리우스에 주석을 다는 세르비우스(15세기 프랑스).

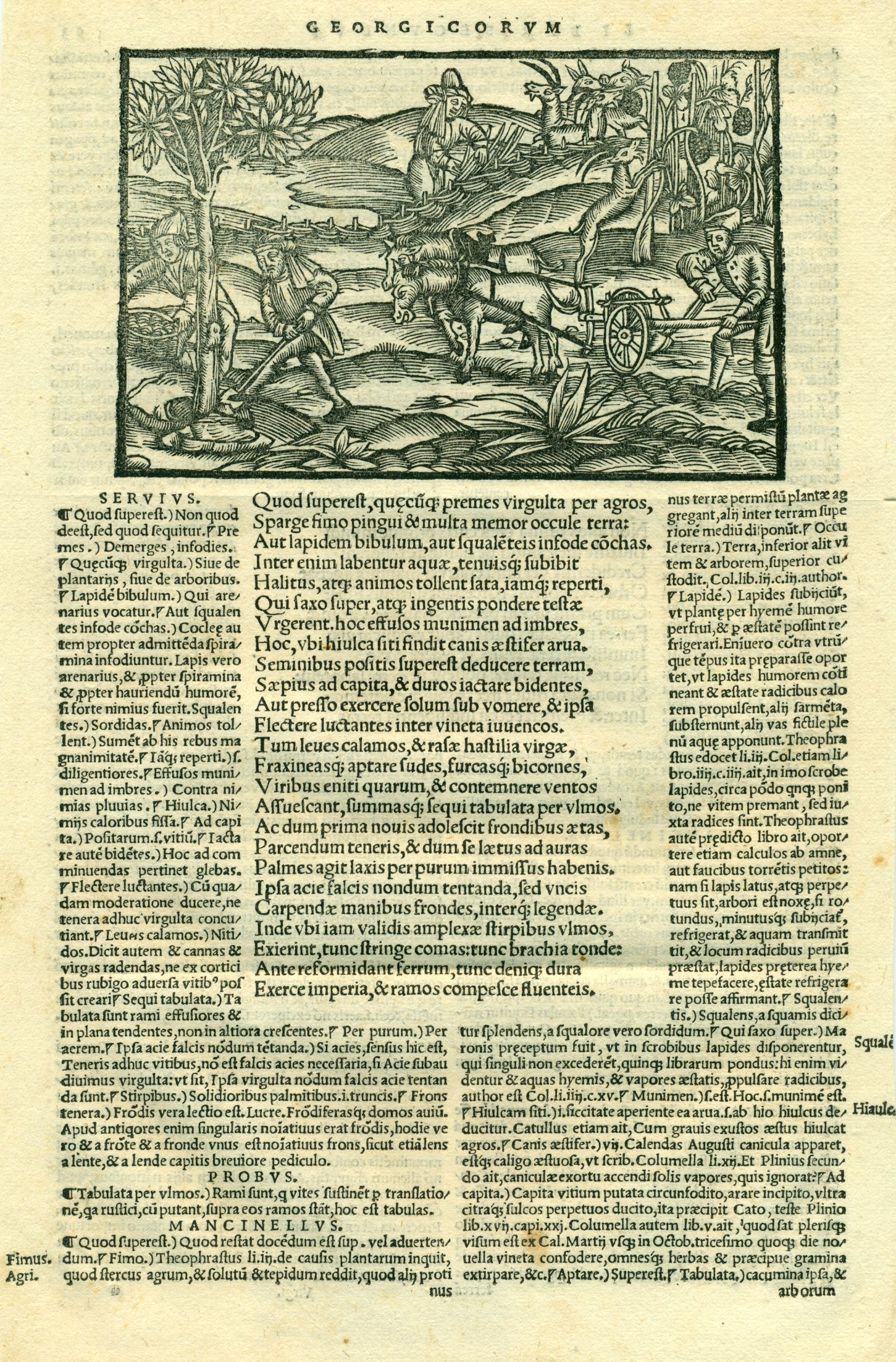
원문 왼쪽에 세르비우스의 주석이 인쇄된 베르길리우스의 16세기판.

마우루스 세르비우스 호노라투스(Maurus Servius Honoratus)는 4세기 후반과 5세기 초반에 활동한 문법학자로, 당대의 이탈리아에서 가장 박식한 사람이라는 평판을 받았다. 베르길리우스 작품의 라틴어 주석, 《베르길리우스 주해서》(In tria Virgilii Opera Expositio)의 저자로 알려져 있으며, 초기 간행본은 1471년 피렌체의 베르나르도 첸니니가 펴냈다.
마크로비우스의 《사투르날리아》에서 세르비우스는 대화자의 한 명으로 등장한다. 이 작품에서의 언급과 심마쿠스가 세르비우스에게 보낸 편지로 말미암아, 기독교로 개종하지 않았던 것으로 보인다.